# Toni Netzle

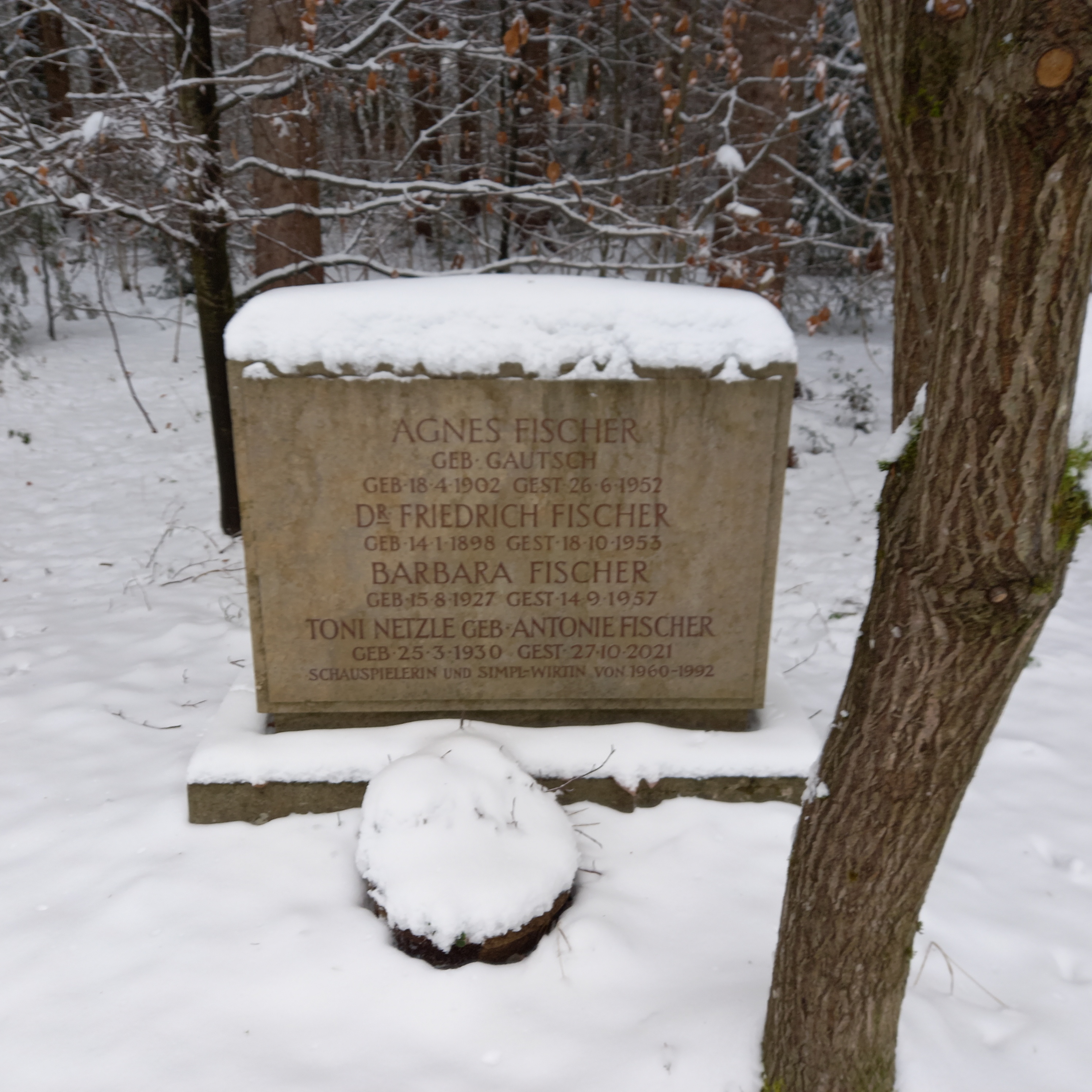
Das Grab von Toni Netzle im Familiengrab auf dem Waldfriedhof (München)

Antonie „Toni“ Netzle geborene Fischer (* 25. März 1930 in München; † 27. Oktober 2021 ebenda) war eine deutsche Volksschauspielerin und Gastronomin. Von 1960 bis 1992 war sie die Wirtin des Lokals Alter Simpl in der Maxvorstadt.

## Leben
Toni Netzle wurde 1930 in München geboren. Sie absolvierte eine Schauspielausbildung an der Otto-Falckenberg-Schule in München. Ferner arbeitete sie als Agentin für die Plattenfirma Polydor. So war sie es, die 1959 Elvis Presley bei seinem Besuch in Deutschland betreute. 
Von 1960 bis 1992 war sie die Wirtin des Lokals Alter Simpl in der Maxvorstadt in München, das in der ersten Hälfte des 20. Jahrhunderts als Künstler- und Kabarettlokal berühmt war. Nachdem Duke Ellington 1961 dort bei ihr am Flügel gespielt hatte, erlangte das Lokal erneut Bekanntheit und wurde ein Treffpunkt von Musikern, Theater- und Filmleuten sowie Journalisten; als Gäste kamen auch Hollywood-Stars wie Robert De Niro.
Ab Ende der 1960er Jahre folgten erste kleinere Nebenrollen in den sogenannten „Sexfilmchen“ der damaligen Zeit; so spielte Netzle u. a. in Der Mann mit dem goldenen Pinsel (1969) und Zum Gasthof der spritzigen Mädchen (1979) mit. Später bekam sie aber auch anspruchsvollere Filmrollen. Von 1974 bis 2012 war sie auch immer wieder in Fernsehserien zu sehen, die in München und im südlichen Oberbayern spielten, unter anderem in Polizeiinspektion 1, Der Alte, Die Hausmeisterin, Wildbach und Lindenstraße.
Auch nachdem sie das Lokal aufgegeben hatte, lebte sie weiterhin in München, stand ab und zu noch auf der Theaterbühne und war zuletzt im Komödienstadel aufgetreten. 2010 brachte sie im Münchner Hirschkäfer-Verlag ihr Buch Mein Alter Simpl heraus, die Erinnerungen an ihre Zeit als Wirtin des Münchner Literaten- und Künstlerlokals.
Ende August oder Anfang September 2021 stürzte sie in ihrer Wohnung in Schwabing und brach sich den Oberschenkelhals. Im Behandlungsverlauf traten Komplikationen auf. Toni Netzle starb am 27. Oktober 2021 im Alter von 91 Jahren im Klinikum Großhadern. Sie hinterlässt eine Tochter, Birgit Netzle (* 1953/1954), ehemalige Wirtin im Asam-Schlössl, und einen Sohn, Christian Netzle (* 1950/1951), ehemaliger Concierge im Königshof. Toni Netzle wurde auf dem Münchner Waldfriedhof bestattet.

## Filmografie (Auswahl)
- 1969: Der Mann mit dem goldenen Pinsel
- 1970: Beiß mich, Liebling
- 1970: Das Glöcklein unterm Himmelbett
- 1974: Münchner Geschichten (TV-Serie, eine Folge)
- 1977–1988: Polizeiinspektion 1 (TV-Serie, sechs Folgen)
- 1979: Zum Gasthof der spritzigen Mädchen
- 1980: Lili Marleen
- 1980: car-napping
- 1980: Der Kurpfuscher und seine fixen Töchter
- 1980: Drei Lederhosen in St. Tropez
- 1980–1998: Der Alte (TV-Serie, drei Folgen)
- 1981: Heute spielen wir den Boß – Wo geht’s denn hier zum Film?
- 1982: Die liebestollen Lederhosen
- 1984: Schulmädchen ’84
- 1984: Tapetenwechsel
- 1985–1993: Derrick (TV-Serie, drei Folgen)
- 1987: Tatort – Gegenspieler (TV-Reihe)
- 1987–1992: Die Hausmeisterin (TV-Serie, sieben Folgen)
- 1988: Starke Zeiten
- 1991: Die glückliche Familie (TV-Serie, eine Folge)
- 1992: Forsthaus Falkenau (TV-Serie, zwei Folgen)
- 1992: Wir Enkelkinder
- 1993: Wildbach (TV-Serie, eine Folge)
- 1994: Der Bergdoktor (TV-Serie, eine Folge)
- 1997: Der Bulle von Tölz: Eine Hand wäscht die andere
- 1998: Lindenstraße (TV-Serie, zwei Folgen)
- 1999: Eine fast perfekte Hochzeit
- 1999: Mit fünfzig küssen Männer anders (TV-Film)
- 2000: Stimme des Herzens (TV-Film)
- 2000: Siska (TV-Serie, eine Folge)
- 2004: SOKO 5113 (TV-Serie, eine Folge)
- 2005: Die Rosenheim-Cops (TV-Serie, Folge Bettgeflüster)
- 2007: Der Komödienstadel – Die Versuchung des Aloysius Federl (TV-Serie)
- 2008: Kleptomaniac
- 2010: Dahoam is Dahoam (TV-Serie, eine Folge)
- 2011: Mischgebiet
- 2010: Lüg weiter, Liebling (TV-Film)
- 2012: Heiter bis tödlich: Hubert und Staller (TV-Serie, eine Folge)